# Светлаки (Сунский район)
Светлаки — деревня в Сунском районе Кировской области в составе Кокуйского сельского поселения.

## География
Примыкает с юга к границе районного центра поселка Суна.

## История
Известна с 1678 года как починок за логом против Горюнского починка (позже против Горюйского ключа) с 3 дворами, в 1764 году здесь уже 40 жителей. В 1873 году в деревне дворов 8, жителей 60, в 1905 году 13 дворов и 79 жителей, в 1926 году 18 дворов и 115 жителей, в 1950 году 20 дворов и 78 жителей.

## Население
Постоянное население составляло 140 человек (русские 96 %) в 2002 году, 94 в 2010 году.